# گوستاوو روخو
گوستاوو روخو (انگلیسی: Gustavo Rojo؛ (زاده ۵ سپتامبر ۱۹۲۳ - درگذشته ۲۲ آوریل ۲۰۱۷) یک هنرپیشه و تهیه‌کننده اهل اروگوئه بود. وی از سال ۱۹۳۸ میلادی تا ۲۰۱۷ مشغول فعالیت بوده‌است. گوستاوو روخو در ۲۲ آوریل ۲۰۱۷ در سن ۹۳ سالگی درگذشت.
از فیلم‌ها یا برنامه‌های تلویزیونی که وی در آن نقش داشته است، می‌توان به چهره فرشته کوچک، اسکندر کبیر، معجزه و عملیات ببر اشاره کرد.